# Dmitrij Nikolajevič Abašev
Dmitrij Nikolajevič Abašev (1829 Smolensk – 23. ledna 1880 Oděsa) byl ruský chemik a agronom.
V roce 1851 absolvoval Fakultu fyziky a matematiky na Petrohradské univerzitě jako student Alexandra Abramoviče Voskresenkého. Následně byl jmenován v roce 1854 profesorem na IV. moskevském gymnáziu. Od roku 1858 byl adjunktem chemie na Carské univerzitě svatého Vladimíra v Kyjevě. V letech 1859–1860 byl na vědecké cestě po západní Evropě. V roce 1862 se vzdal úřadu a následně se stal v roce 1865 docentem agronomie na nově založené Carské Novoruské univerzitě v Oděse. V roce 1868 obhájil v dizertaci v Charkově a v roce 1870 se stal v Oděse řádným profesorem.